# Ginka Gjurowa
Ginka Gjurowa (bulgarisch Гинка Гюрова, englisch Ginka Gyurova; * 15. April 1954) ist eine ehemalige bulgarische Ruderin, die zwei olympische Silbermedaillen gewann.

## Leben
Bei den Weltmeisterschaften 1975 in Nottingham gewann der Vierer mit Steuerfrau in der Besetzung Marijka Modewa, Reni Jordanowa, Liljana Wassewa, Ginka Gjurowa und Steuerfrau Kapka Georgiewa die Silbermedaille hinter dem Boot aus der DDR. Im Jahr darauf gewann der bulgarische Vierer in der gleichen Besetzung auch die Silbermedaille bei der Premiere des olympischen Frauenruderns 1976 in Montreal.
Nach einer Pause 1977 trat die 1,74 m große Gjurowa bei den Weltmeisterschaften 1978 in Hamilton mit Katja Wassiljewa im Zweier ohne Steuerfrau an und erreichte den vierten Platz, 1979 in Bled belegten Gjurowa und Wassiljewa den sechsten Platz. Bei der olympischen Regatta 1980 gewann der bulgarische Vierer mit Ginka Gjurowa, Marijka Modewa, Rita Todorowa, Iskra Welinowa und Steuerfrau Nadeschda Filipowa wie 1976 die Silbermedaille hinter dem DDR-Vierer.